# Walram von Kessel
Walram von Kessel († 20. Oktober 1304 in Grevenbroich) war 1265 bis 1295 Dompropst im Domkapitel Münster. Als Herr zu Broich war er letzter Herr Grevenbroichs aus dem Geschlecht der Grafen von Kessel.

## Leben

### Herkunft und Familie
Walram von Kessel entstammte dem uralten Geschlecht der Grafen von Kessel. Er hatte zwei Brüder und nach deren Tod trat er das Erbe in der Grafschaft an. Er heiratete im Februar 1296 Katharina von Kleve, Tochter des Dietrich von Kleve und der Adelheid von Geldern. Die Ehe blieb kinderlos, so dass mit Walrams Tod das Grafengeschlecht ausstarb. Sein Vermögen fiel durch Erbschaft an den Herzog von Jülich.

### Werdegang und Wirken
Urkundlich erwähnt wurde er erstmals am 23. Oktober 1265. Am 29. Mai 1272 wählte er mit dem Domkapitel Otto von Tecklenburg zum Stiftsverweser. Es gab nach dem Tode des Bischofs Gerhard von der Mark Unstimmigkeiten über die Bischofswahl, so dass der neue Bischof Everhard von Diest erst 1275 mit der Wahl sein Amt antreten konnte.
Walram besaß ein Kanonikat in der Gemeinde St. Gereon in Köln und war zugleich Propst in Beckum. In einem Vertrag vom 24. Dezember 1289 stellte Walram seine Güter und mit ihnen die Burg Brüggen unter den Schutz des Herzogs von Brabant.
Auch im Hunsrück hatte Walram erhebliche Besitztümer. Deswegen geriet er mit dem Pfalzgrafen Rudolf in Streit, der am 4. Oktober 1296 mit einem Vergleich endete. Mit diesem verzichtete er auf einige Weingüter und auf die Ortschaften Schnorbach und Ebschied.